# Manoir de La Côte
 (décembre 2023).
Si vous disposez d'ouvrages ou d'articles de référence ou si vous connaissez des sites web de qualité traitant du thème abordé ici, merci de compléter l'article en donnant les références utiles à sa vérifiabilité et en les liant à la section « Notes et références ».
Le manoir de La Côte est une demeure du XVIe siècle située dans la commune de Reugny, en Indre-et-Loire.
Inscrit en 1930 et 1989, il fait l’objet d’un classement au titre des monuments historiques depuis février 1989.

## Histoire
En 1480, Marcirion est le premier seigneur de La Côte, vivant dans un ancien manoir aujourd'hui disparu. Vers la fin du XVe siècle, le fief de La Côte passe à la famille de Jean de La Rüe, notaire et secrétaire du roi, et c'est en 1529 que le manoir actuel est érigé. À la mort de Jean de La Rüe en 1506, c'est sa veuve, Perrine Le Fuzelier, qui commande le domaine et qui le cède en 1535 à son fils Marc de La Rüe, maître des requêtes à la chambre des comptes de Bretagne et maire de Tours.
En 1535, le fief est acheté par la famille Forget. En 1598, Jean Forget est élu maire de Tours. Au début du XVIIe siècle, le domaine passe aux Clozeau. En 1669, il passe aux Rouillé. En 1711, au propriétaire Charles de Chastellain, se succèdent Gaspard de Réal, sénéchal de Forcalquier, puis Jean-André de Réal, écuyer et secrétaire du roi. En 1721, le manoir appartient à Charles-Jacques de La Martellière, mousquetaire du roi Louis XV et chevalier de Saint-Louis. Il cède La Côte en 1760 à Nicolas de Chaban, administrateur des postes et relais de France. En 1763, le manoir est cédé à la sœur de Nicolas, Marie, et à son beau-frère, Jacques Valleteau de Chabrefy, originaire de l'Angoumois. À leur mort, le manoir passe à l'un de leurs fils, Thomas Valleteau de Chabrefy, lieutenant général au bailliage et siège présidial de Tours. C'est le fils de Thomas, Jérôme, qui en hérite, puis une fille de Jérôme, Marie-Louise-Marguerite Valleteau e Chabrefy, épouse d'un aristocrate belge, le baron Armand de Piteurs-Hiegaerts. Le domaine échoit ensuite à la famille de Warenghien de Flory. À partir de 1970, La Côte appartient à la famille Besnier.

### Architecture
Mi-médiéval, mi-Renaissance, le manoir est construit sous François Ier. Le manoir en lui-même est élevé à flanc de coteau, sur une terrasse. Il domine la vallée de la Brenne.